# Arianespace

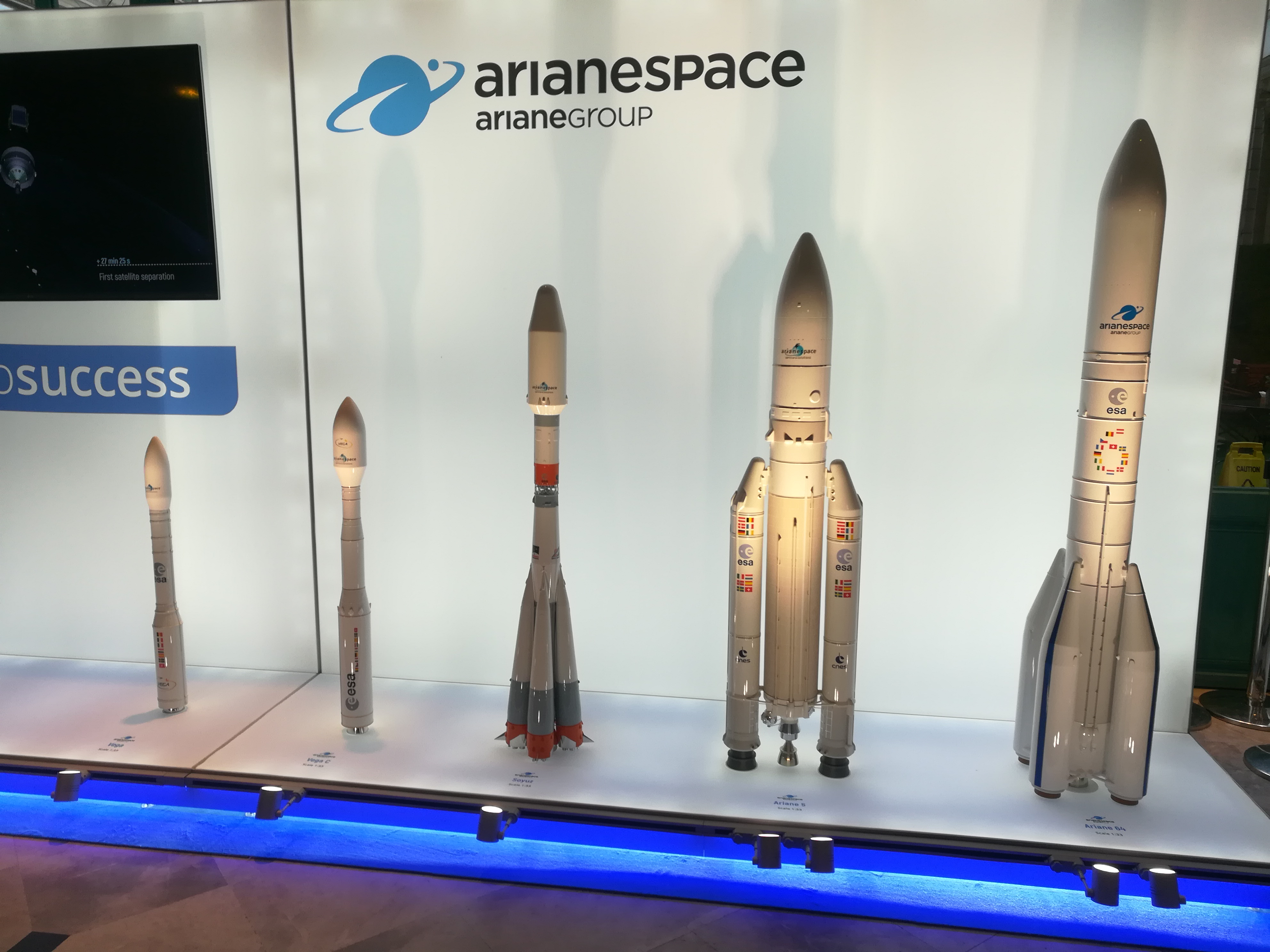
Mock-up di lanciatori Vega, Soyuz e Ariane

Fondata nel 1980, Arianespace SA è stata la prima azienda mondiale nel trasporto spaziale commerciale: si occupa della gestione e del marketing dei lanciatori Ariane 5, Vega e di alcune componenti del Programma Ariane.

Inoltre tramite la società Starsem controllata a metà con l'Agenzia Spaziale Russa ha finanziato lo sviluppo della nuova versione del lanciatore Sojuz che, da febbraio 2007, è entrato a far parte dei razzi vettore utilizzati dall'Agenzia Spaziale Europea.

Ha effettuato oltre 190 lanci commerciali a partire dal 22 maggio 1984.
Arianespace utilizza come sito di lancio il Centre spatial guyanais a Kourou nella Guyana francese.

## Azionisti
La società è controllata dal CNES (Centre national d'études spatiales) che con il 34% del capitale è il socio di riferimento, complessivamente le aziende francesi detengono il 64% del capitale, mentre il rimanente è detenuto da altre aziende europee : tedesche, italiane, belghe, svizzere, svedesi, spagnole, olandesi, norvegesi e danesi.
| Paese       | Azionisti | Capitale (%) | Società |
| ----------- | --------- | ------------ | --- |
| Belgio      | 3         | 3,36 %       | SABCA (2,71%)Thales Alenia Space Belgium (0,33%)Techspace Aero SA (0,32%)                                                                       |
| Danimarca   | 1         |              | CHRISTIAN F ROVSING APS (ns) |
| Francia     | 6         | 64,1 %       | ARIANESPACE PARTICIPATION (---) CNES (34,68%) Airbus Safran Launchers Holding (27,42%) Air Liquide SA (1,89%) Clemessy (0,11%) CIE DEUTSCH (ns) |
| Germania    | 2         | 19,85 %      | Airbus Safran Launchers GmbH (11,59%) MT Aerospace AG (8,26%)                                                                                   |
| Italia      | 1         | 3,38 %       | Avio SpA |
| Norvegia    | 1         | 0,11 %       | Kongsberg Defence & Aerospace AS |
| Paesi Bassi | 1         | 1,94 %       | Airbus Defence and Space B.V. |
| Spagna      | 2         | 2,15 %       | Airbus Defence and Space SAU (2,04%) Crisa (0,11%)                                                                                              |
| Svezia      | 2         | 2,45 %       | GKN Aerospace Sweden AB (1,63%) RUAG Space AB (0,82%)                                                                                           |
| Svizzera    | 1         | 2,67 %       | RUAG Schweiz AG |

## Lanciatori

### Lanciatori Ariane
A partire dal primo lancio nel 1979 sono stati sviluppati 5 razzi vettori della famiglia Ariane:
- Ariane 1, Lanciato con successo il 24 dicembre 1979
- Ariane 2, Lanciato con successo il 20 novembre 1987
- Ariane 3, Lanciato con successo il 4 agosto 1984
- Ariane 4, Lanciato con successo il 15 giugno 1988
- Ariane 5, Lanciato con successo il 30 ottobre 1997

### Altri lanciatori
- Sojuz
- Vega